# Kaltenbachiella nirecola
Kaltenbachiella nirecola är en insektsart. Kaltenbachiella nirecola ingår i släktet Kaltenbachiella och familjen långrörsbladlöss. Inga underarter finns listade i Catalogue of Life.